# تلول العكاش
تلول العكاش هي تلال، بناحية الشبكة بقضاء النجف بمحافظة النجف، بالبادية العراقية، جنوب العراق، ارتفاعها 254 متراً فوق سطح البحر.